# Medetera petrophiloides
Medetera petrophiloides is een vliegensoort uit de familie van de slankpootvliegen (Dolichopodidae). De wetenschappelijke naam van de soort werd voor het eerst geldig gepubliceerd in 1925 door Octave Parent.